# Бабич Валерій Георгійович
Валерій Георгійович Бабич (25 серпня 1953 м. Броди Львівської обл. — 29 жовтня 2020) — український підприємець, громадсько-політичний діяч, перший президент АТ «Українська фінансова група», Віцепрезидент Всеукраїнського благодійного культурно-наукового фонду імені Тараса Шевченка.

## Життєпис
Народився 25 серпня 1953 р. у м. Броди Львівської області.

### Освіта
Здобув вищу економічну освіту в Києві.

### Діяльність
Працював у Академії Наук України, молодіжних організаціях, Держплані України, Раді Міністрів України.
- 1990 — створив і очолив компанію «Інтер-Інвест».
- 1991 — обраний головою правління РАТ «Українська біржа».
- 1992 — після реорганізації РАТ «Українська біржа» в АТ «Українська фінансова група» обраний її президентом.
- у 1994 та 1998 обирався до Верховної Ради України, працюючи там на постійній основі.
- У 2002 — знову обраний президентом АТ «Українська фінансова група».
- У 2004 році обраний головою правління банку «Українська фінансова група».
- У 2006 році очолив корпорацію «Українська фінансова група».

## Громадсько-політична діяльність

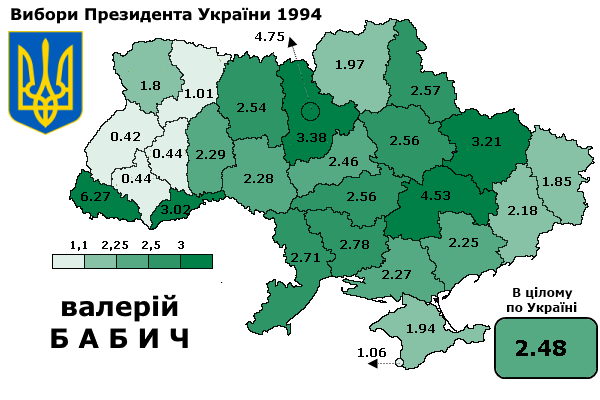
Мапа підтримки Валерія Бабича на виборах Президента України 1994 року за областями

- 1993—1994 — радник Президента України Леоніда Кравчука з питань ринкової економіки.
- 1998—2003 — обирався головою політичної партії «Всеукраїнське об'єднання християн».

В. Бабич ініціював створення і очолював діяльність багатьох громадських організацій, котрі підтримували демократичні перетворення і ринкові реформи в Україні та СНД.
Зокрема, в 1991 р. був обраний президентом Конгресу бірж СРСР; у незалежній Україні в наступні роки обирався керівником Конгресу ділових кіл України, Східно-Європейського об'єднання підприємців, Всеукраїнського об'єднання підприємців.
В. Бабич — один із організаторів Українського союзу промисловців і підприємців, неодноразово обирався до керівних органів УСПП. Обирався головою Федерації товариств дружби України з зарубіжними країнами, президентом Українського міжнародного християнського доброчинного фонду, віце-президентом Українського міжнародного фонду Тараса Шевченка.
Вів широку доброчинну діяльність, надавав меценатську, спонсорську підтримку багатьом починанням у науці, освіті, культурі, мистецтві, літературі, спорті.
З 1998 по 2002 — народний депутат України 3-го скликання, обраний по виборчому округу № 218 (Київ).